# Ezequiel Schelotto
Ezequiel Matias Schelotto (Buenos Aires, Argentina, 23 de mayo de 1989) es un futbolista argentino, nacionalizado italiano. Juega de lateral derecho y actualmente se desempeña en el FC Paradiso de la Promotion League, tercera categoría del fútbol suizo.

## Trayectoria
Surgió de las divisiones inferiores de Banfield, aunque nunca logró debutar en el Taladro, ya que con 18 años se marchó hacia Italia. Su debut profesional se dio en el A. C. Cesena, que por aquel entonces disputaba la tercera división de Italia, con el que logró dos ascensos consecutivos en las temporadas 2008-09 y 2009-10. Durante la temporada 2010-11 fue transferido al Calcio Catania, con el que terminó la temporada. Tras una temporada en el Atalanta, club dueño de su pase desde 2009, en 2012 fue transferido al Inter de Milán. Entre 2013 y 2014 fue cedido tres veces, al U. S. Sassuolo Calcio, Parma F. C. y A. C. ChievoVerona.
En 2015 abandonó Italia para sumarse a Sporting de Portugal, donde jugó durante dos años. En 2017 pasó a la Premier League inglesa, sumándose al Brighton, con el que firmó un contrato por tres temporadas.
En 2021 regresó a su país natal en donde jugará por primera vez como profesional. Se convirtió en nuevo jugador de Racing Club de Avellaneda.
Habiendo jugado tan solo 8 partidos desde su llegada al club de Avellaneda, producto de varias lesiones entre ellas una rotura de ligamentos cruzados, el 31 de julio de 2022 rescinde su contrato y pasa a jugar a Aldosivi de Mar del Plata, donde tan solo jugó 3 partidos dos como titular frente a Godoy Cruz y Unión, el tercero ingresando desde el banco de suplentes contra Gimnasia.
Después de rescindir su contrato con el conjunto marplatense y luego de varios meses de inactividad, firmó un contrato hasta diciembre de 2023 con Deportivo Morón con el deseo de poder volver a jugar luego de muchos meses.

## Selección nacional
Fue parte de la selección italiana sub-21 entre 2009 y 2010 bajo la dirección técnica de Pierluigi Casiraghi. Debutó el 13 de noviembre de 2009 ante Hungría por la ronda de clasificación, disputando en total 7 partidos.
Es internacional con la selección de Italia. Debutó el 15 de agosto de 2012, en un encuentro amistoso ante la selección de Inglaterra que finalizó con marcador de 2-1 a favor de los ingleses.

## Clubes
| Club                         | País       | Año       |
| ---------------------------- | ---------- | --------- |
| A. C. Cesena                 | Italia     | 2008-2011 |
| Calcio Catania               | Italia     | 2011      |
| Atalanta B. C.               | Italia     | 2011-2013 |
| Inter de Milán               | Italia     | 2013      |
| U. S. Sassuolo Calcio        | Italia     | 2013-2014 |
| Parma F. C.                  | Italia     | 2014      |
| A. C. Chievo Verona          | Italia     | 2014-2015 |
| Sporting de Lisboa           | Portugal   | 2015-2017 |
| Brighton & Hove Albion F. C. | Inglaterra | 2017-2020 |
| A. C. Chievo Verona (cesión) | Italia     | 2019      |
| Racing Club                  | Argentina  | 2021-2022 |
| Aldosivi                     | Argentina  | 2022      |
| Deportivo Morón              | Argentina  | 2023      |
| Barletta 1922                | Italia     | 2023-     |

## Palmarés

### Campeonatos nacionales
| Título                   | Club         | País   | Año     |
| ------------------------ | ------------ | ------ | ------- |
| Lega Pro Prima Divisione | A. C. Cesena | Italia | 2008-09 |
| Serie B                  | A. C. Cesena | Italia | 2009-10 |